# Centropyge
Centropyge – rodzaj ryb z rodziny pomakantowatych.

## Klasyfikacja
Gatunki zaliczane do tego rodzaju:
| - Centropyge abei - Centropyge acanthops - Centropyge argi - cherubinek złotogłowy - Centropyge aurantia - Centropyge aurantonotus - Centropyge bicolor - Centropyge bispinosa - Centropyge boylei - Centropyge colini - Centropyge debelius - Centropyge deborae | - Centropyge eibli - Centropyge ferrugata - Centropyge fisheri - cherubinek Fiszera - Centropyge flavipectoralis - Centropyge flavissima - Centropyge heraldi - Centropyge hotumatua - Centropyge interrupta - Centropyge joculator - Centropyge loriculus - Centropyge multicolor | - Centropyge multispinis - Centropyge nahackyi - Centropyge narcosis - Centropyge nigriocella - Centropyge nox - Centropyge potteri - Centropyge resplendens - Centropyge shepardi - Centropyge tibicen - Centropyge venusta - Centropyge vrolikii |

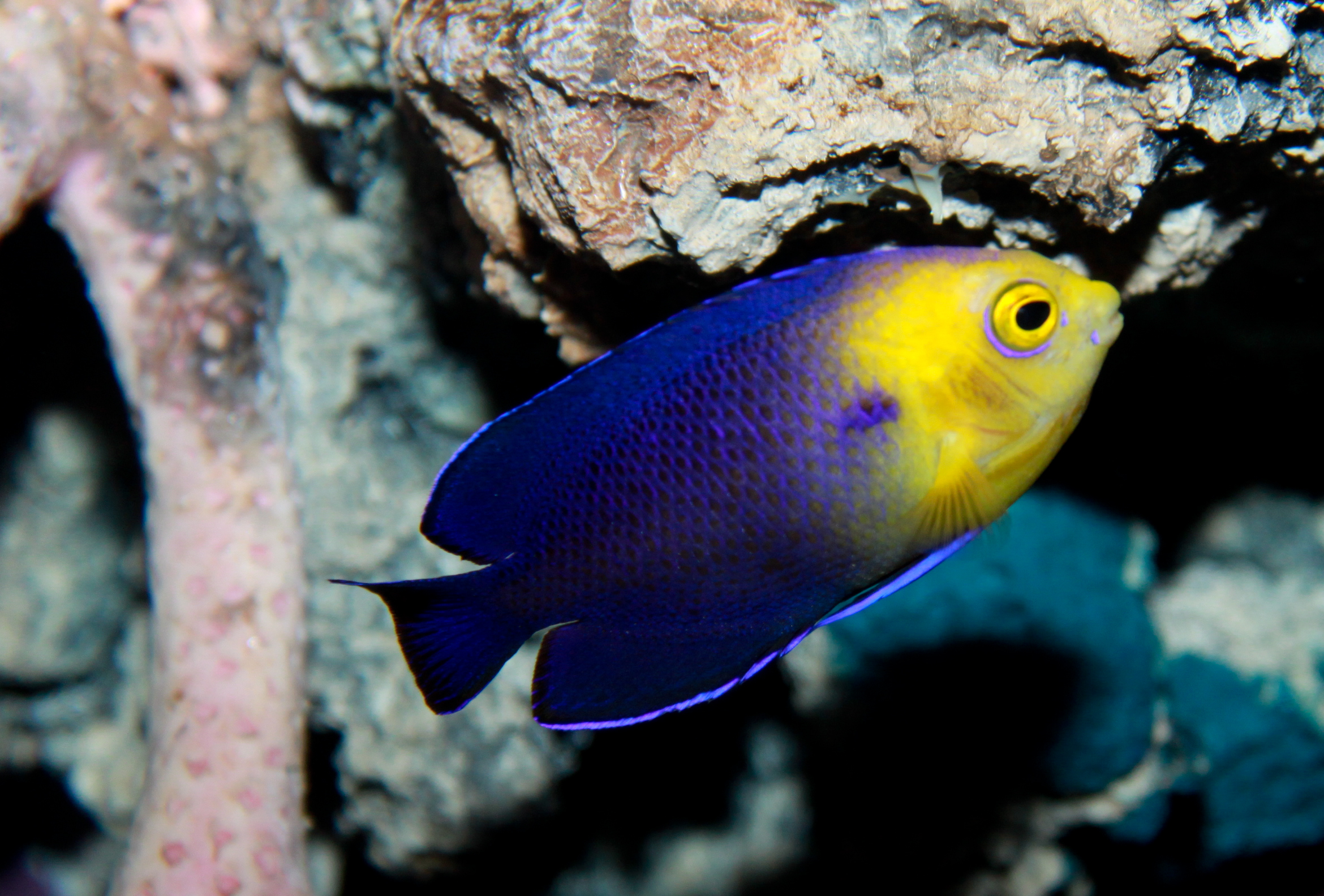
Centropyge argi
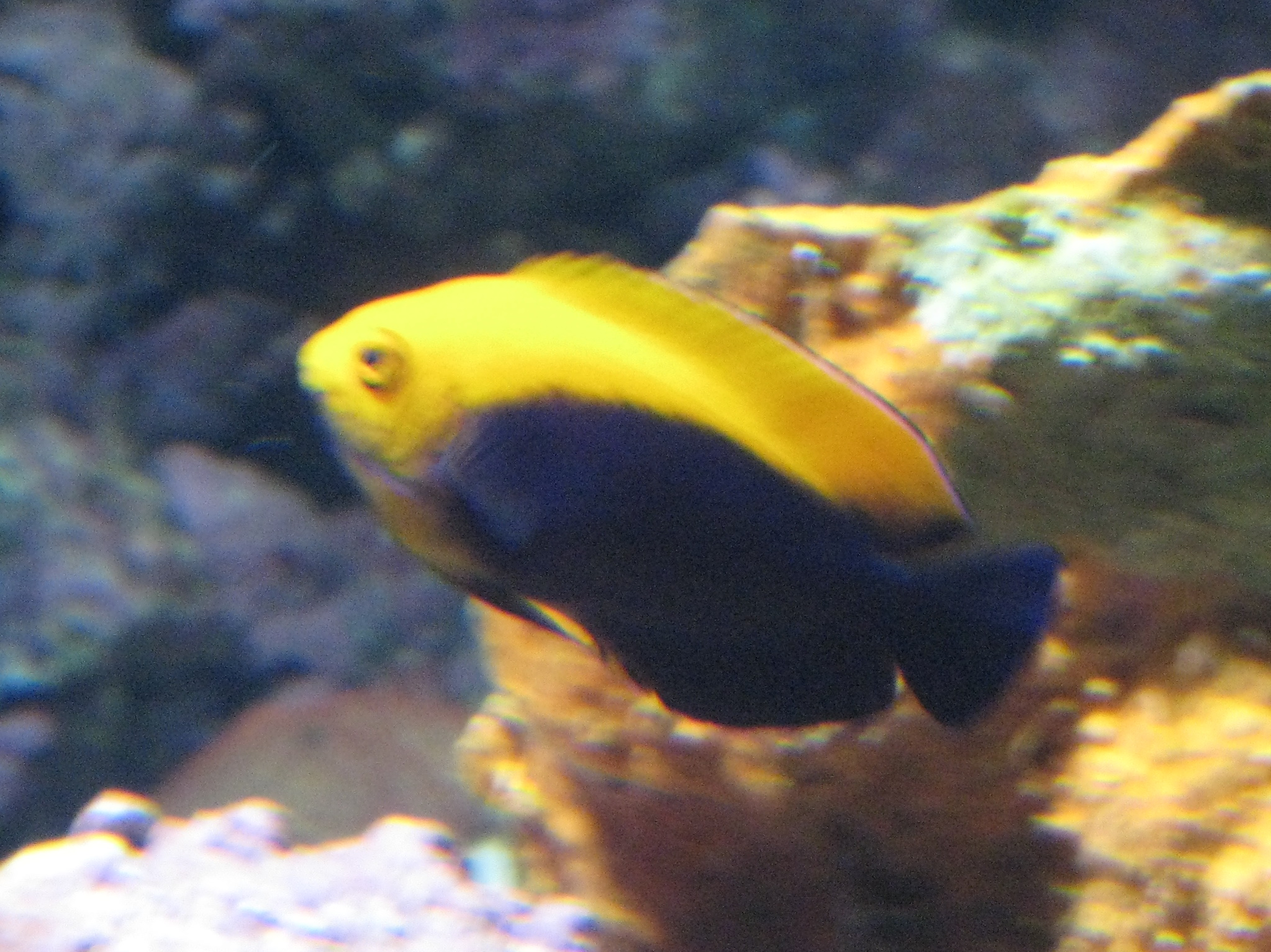
Centropyge aurantonotus
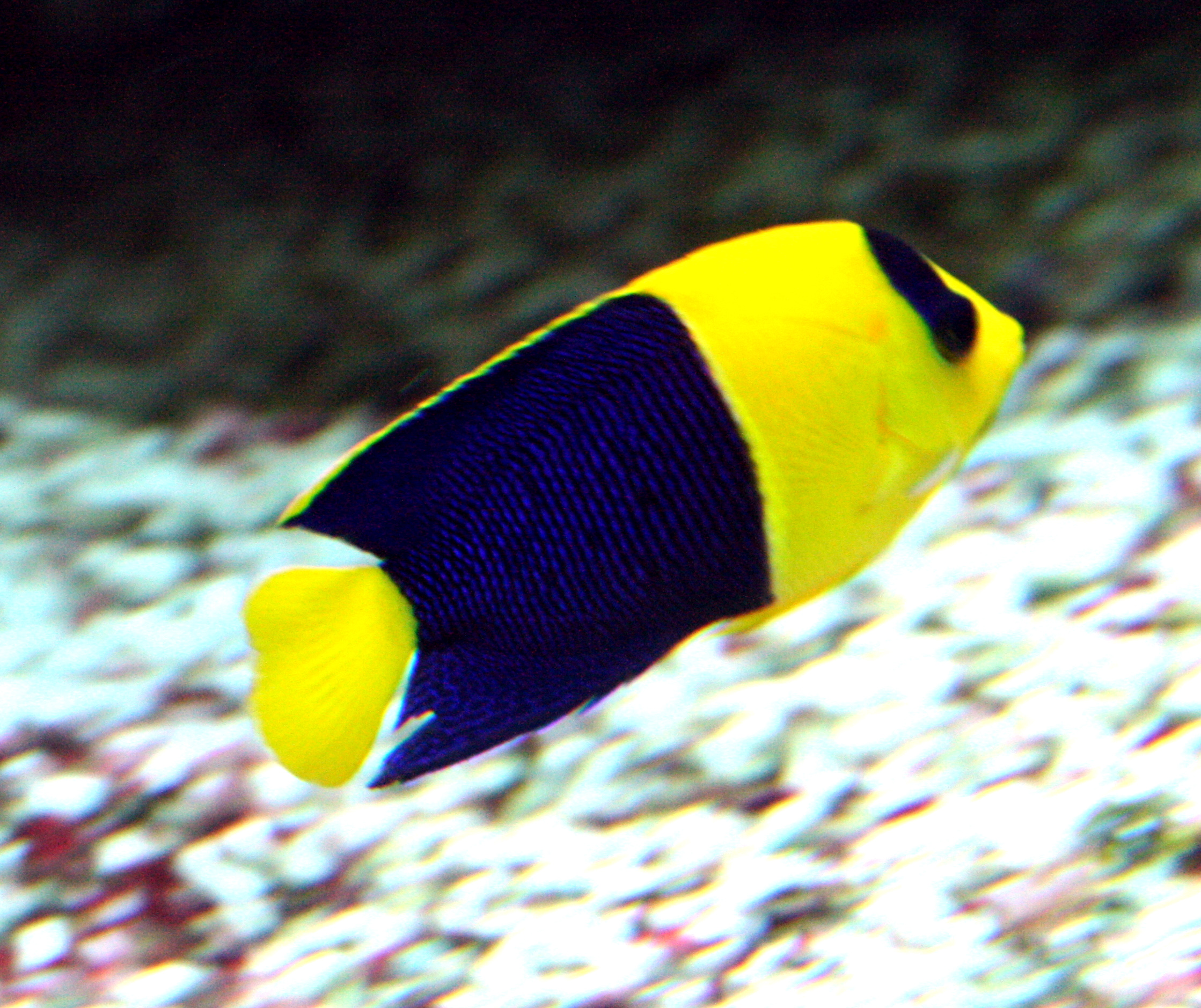
Centropyge bicolor
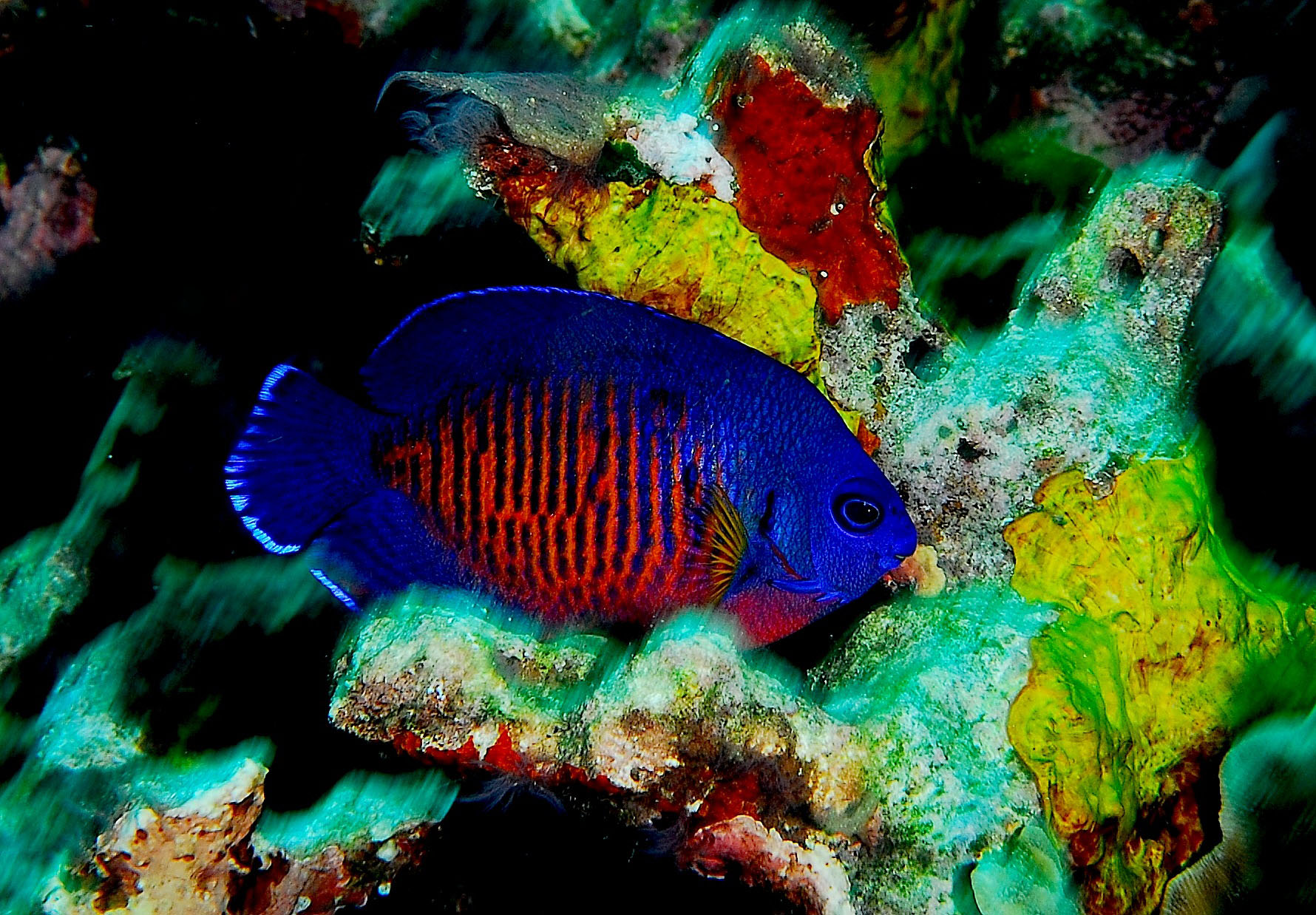
Centropyge bispinosa
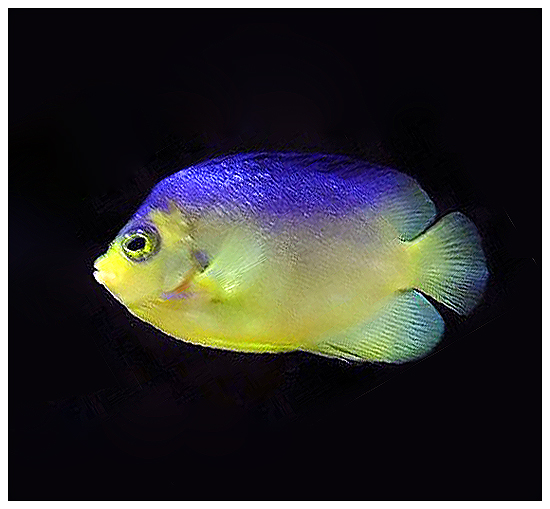
Centropyge colini
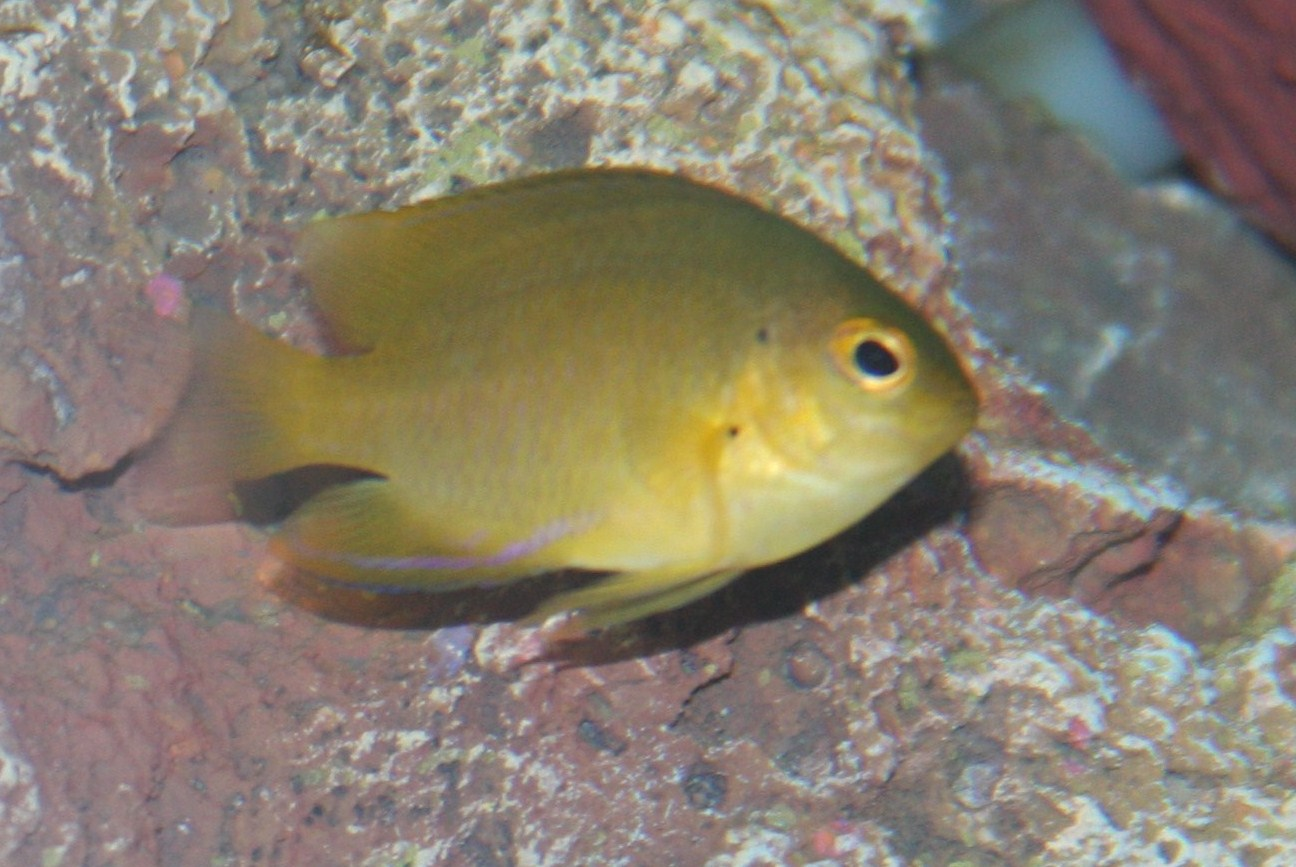
Centropyge flavissima
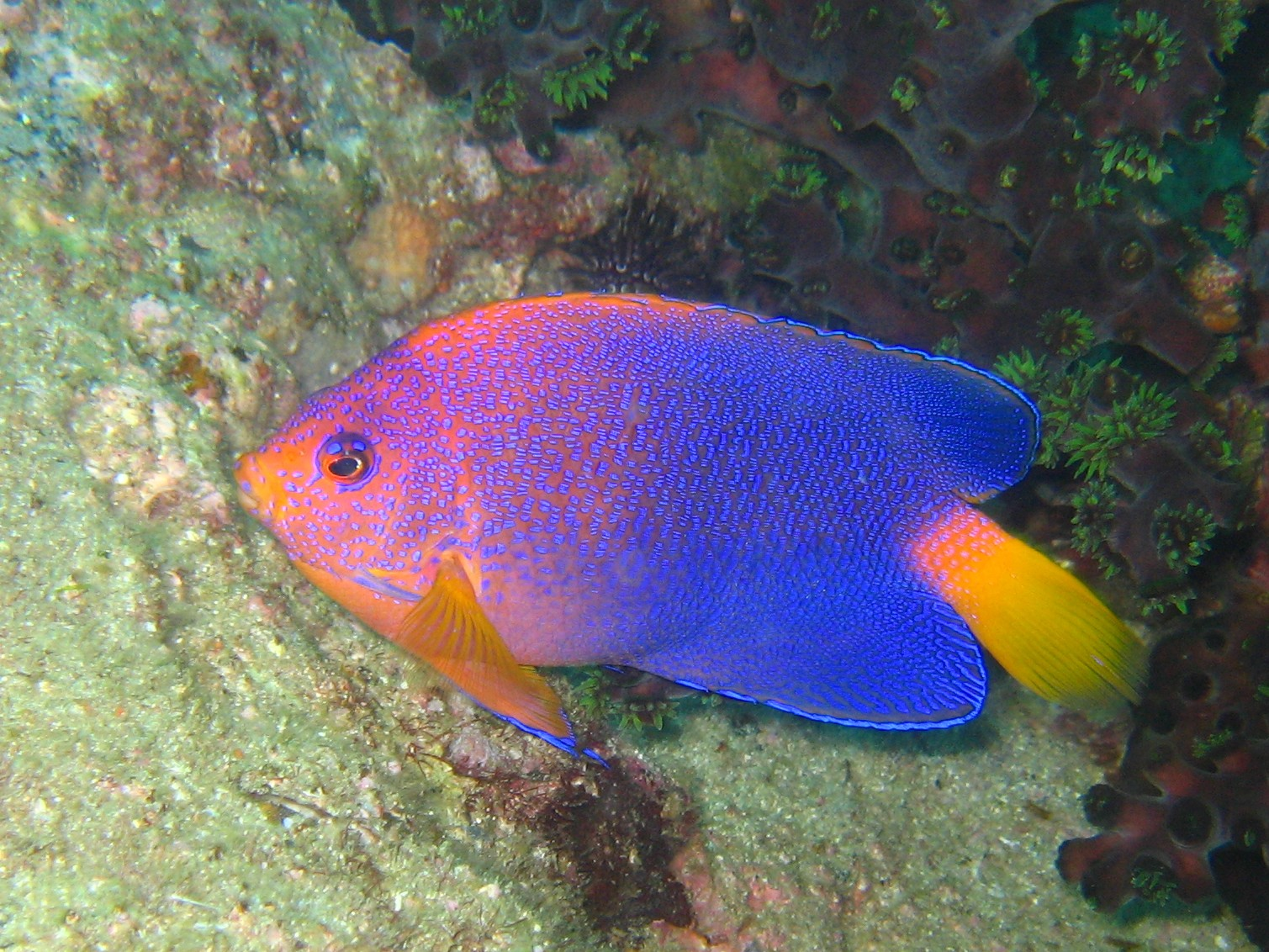
Centropyge interruptus
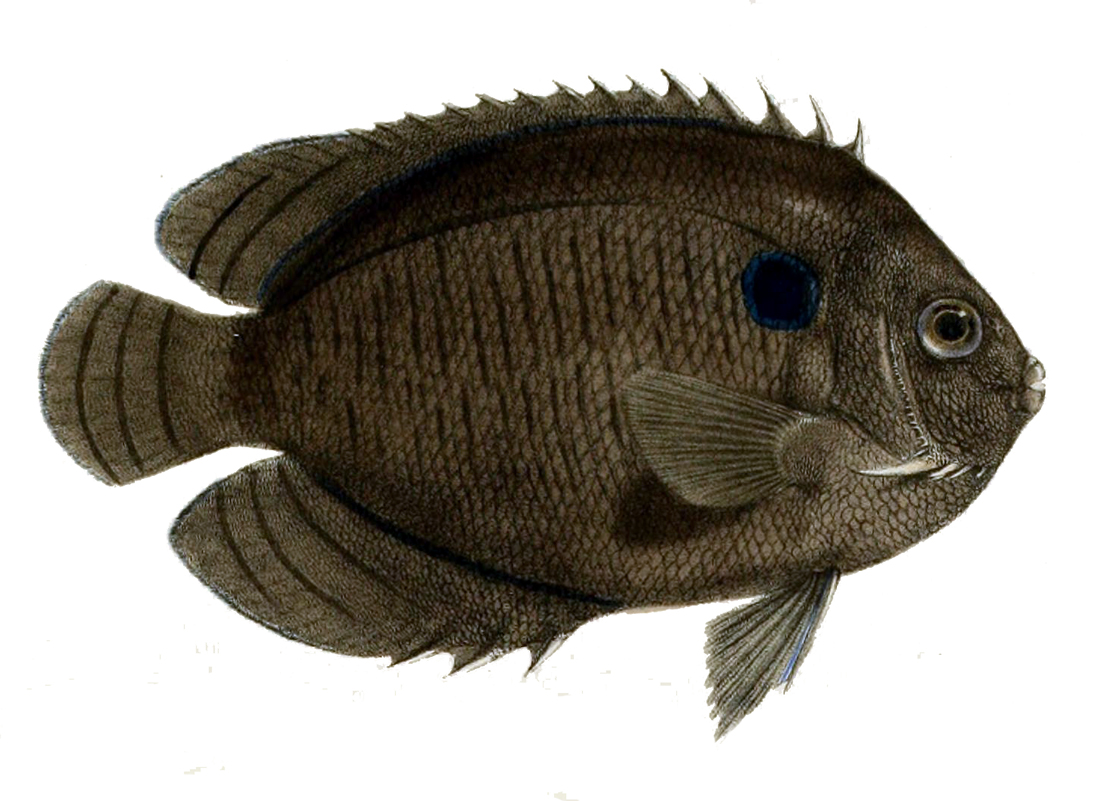
Centropyge multispinis
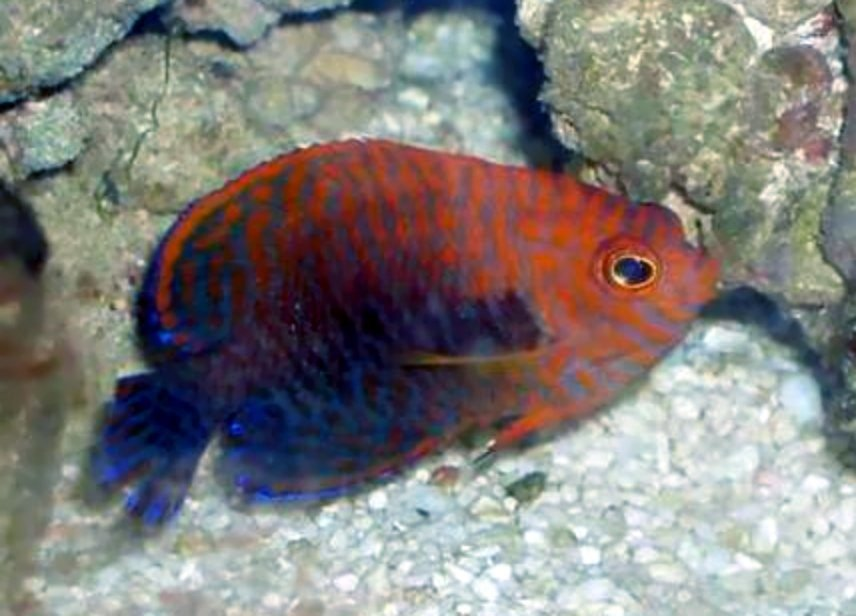
Centropyge potteri